# Strilce, Horodenka
Strilce (în ucraineană Стрільче) este localitatea de reședință a comunei Strilce din raionul Horodenka, regiunea Ivano-Frankivsk, Ucraina.

## Demografie
Componența lingvistică a localității Strilce
     Ucraineană (99,63%)
     Alte limbi (0,37%)
Conform recensământului din 2001, majoritatea populației localității Strilce era vorbitoare de ucraineană (99,63%), existând în minoritate și vorbitori de alte limbi.